# Gutshof Alt-Prerau

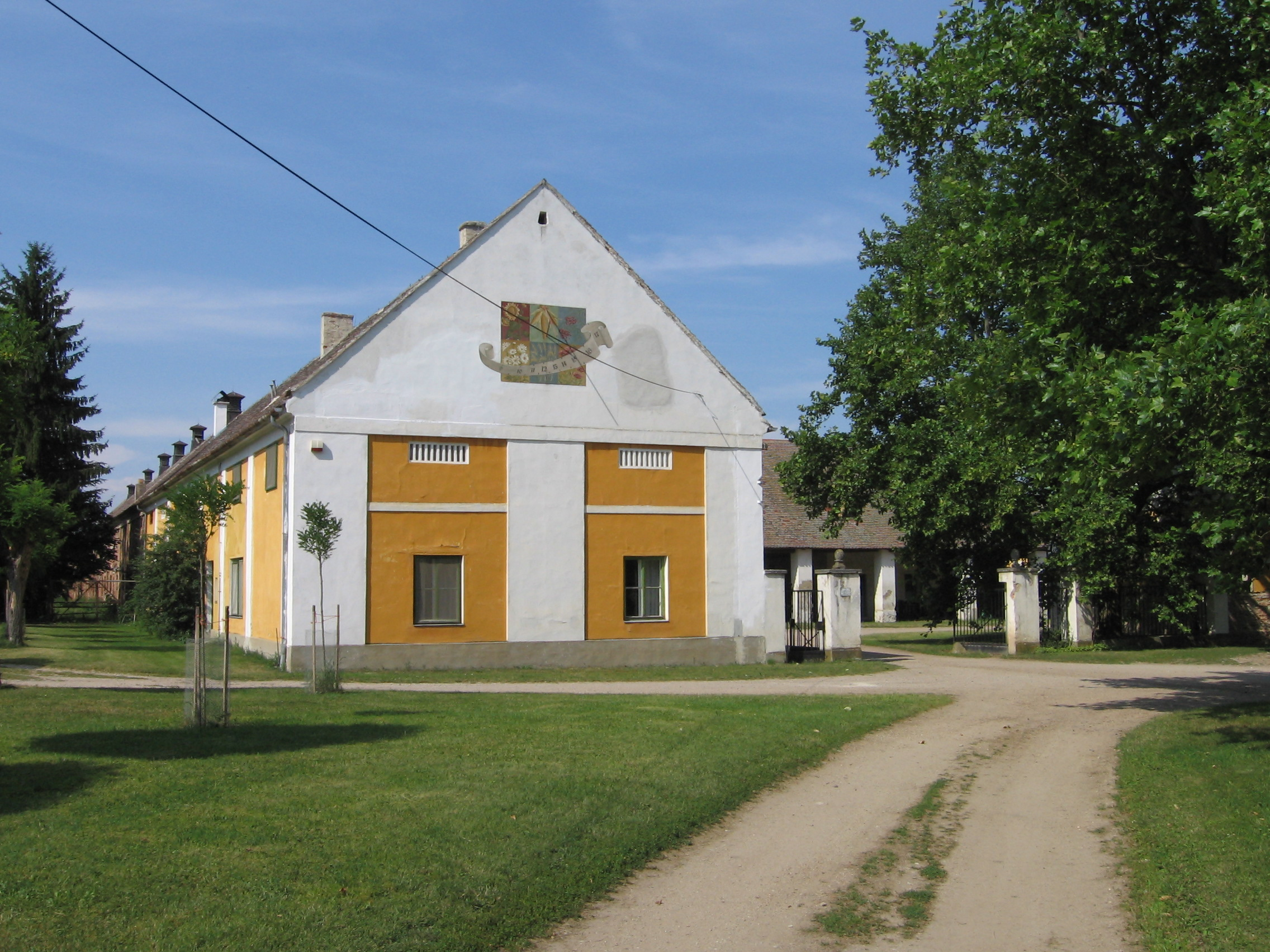
Gutshof Alt-Prerau

Der Gutshof Alt-Prerau, auch als Schloss Alt-Prerau bezeichnet, befindet sich in der Gemeinde Wildendürnbach im Bezirk Mistelbach in Niederösterreich.

## Lage
Der Gutshof steht im Weinviertel, nordöstlich von Laa an der Thaya in der Laaer Ebene nahe der Staatsgrenze zu Tschechien. Das Wohngebäude des Gutshofes ist schlossartig ausgeführt und ehemalig gab es nördlich anschließend eine barocke Gartenanlage.

## Geschichte
Das ursprünglich mährische Dorf Prerov wurde 1250 an das Herzogtum Niederösterreich unter Rudolf I. (HRR) von Habsburg übertragen. Das nunmehr österreichische Dorf Prerau wurde bald verödet, da die mährischen Bewohner 1350 zwei Kilometer über der Grenze das mährische Nový Přerov gründeten. 1568 erwarb Freiherr Seyfried von Breuner das Dorf und gründete den Gutshof Alt-Prerau, urkundlich belegbar stand dieser 1591 im Besitz des Freiherrn. 1755 ging das Gut an die Adelsfamilie Suttner und wurde 1809 im Fünften Koalitionskrieg von den Franzosen geplündert. 1873 erfolgte die Eröffnung der Bahnstrecke Neusiedl-Dürnholz – Zellerndorf, welche unmittelbar am Gut vorbeiführte und hier im Kilometer 121,3 die Station Wildendürnbach-Alt-Prerau besaß.
Nach mehreren Besitzerwechseln – darunter auch die Mährische Zuckerindustrie AG – erwarb im November 1932 der Lebensmittelindustrielle Julius Meinl II. den Gutsbetrieb und baute ihn zu einem landwirtschaftlichen Mustergut aus. Das Gut umfasste damals eine Größe von gut 800 Hektar. Meinl errichtete im Jahr 1937 eine Konservenfabrik und 1940 auch ein Schlachthaus. Lieferverträge mit 600 Bauern in der Region wurden abgeschlossen, das geerntete Gemüse (vor allem Erbsen) wurde sofort in der Konservenfabrik verarbeitet und per Bahn in die Firmenzentrale nach Wien gebracht. Gulasch und Letscho-Konserven sollen beliebte Produkte aus Alt-Prerau gewesen sein. Ebenso wurde aus der Milch der in den Ställen des Gutshofes eingestellten rund 300 Kühe Butter gewonnen, deren Qualität mit der in der Monarchie bekannten Teschener Butter verglichen wurde. Die Bewässerungsanlage des Gutes zählte in den 1930er Jahren als die größte in Österreich.
Aus Anlass des Anschluss Österreichs ans Deutsche Reich zahlte Meinl den Bediensteten seines Gutes eine Zuwendung in Höhe von 75 % des Gehalts. Im Jahre 1944 wurden ungarische Juden zur Zwangsarbeit eingesetzt, im selben Jahr starb Julius Meinl II. auf seinem Gutshof. Dr. Robert Harmer, Aufsichtsratsmitglied der Julius Meinl AG, erwarb das Gut im selben Jahr.
Harmer konnte aber die entstandenen Kriegsschäden nicht mehr sanieren und nutzte großteils nur mehr die Ackerflächen. 1953 wurde eine eigene Betriebsfeuerwehr gegründet, die erste im Bezirk. Gelegentlich wurde zu Jagdgesellschaften auf den weitläufigen Besitzungen geladen, beispielsweise im Jahr 1959 für Prinz Bernhard und Prinzessin Irene der Niederlande. Eine der Gäste war der Industrielle Manfred Mautner Markhof.
Der Gutsbetrieb wurde später in die Firma Harmer KG aus Spillern eingegliedert, in deren Wirkungskreis auch die Ottakringer Brauerei gehört. Im Jahr 1981 übernahm Robert Harmer den Gutshof und stellte ihn 1984 auf biologische Landwirtschaft um. Seit 2005 wird der Betrieb gänzlich nach biologisch-dynamischen Grundlagen bewirtschaftet.

## Architektur
Das Schloss ist eine L-förmige zweigeschoßige Anlage mit einer schlichten Fassade mit Eckquadrierung und Putzfaschen um Rechteckfenster und Walmdächern mit Schleppgaupen. Die Einfahrt ist kreuzgratgewölbt und beinhaltet ein Renaissance-Waschbecken aus Salzburger Marmor. Weiters hat der Gutshof einen Raum mit einem Kreuzgratgewölbe mit angeputzten Graten auf einem mächtigen Mittelpfeiler.
Der Meierhof neben dem Gutshof hat zweigeschoßige Wirtschaftstrakte um einen weiten quadratischen Hof mit einer schlichten Putzgliederung aus dem 19. Jahrhundert.